# Hanalei (village)
Pour les articles homonymes, voir Hanalei.
Hanalei est une census-designated place (CDP) du comté de Kauai, à Hawaï, aux États-Unis.

## Démographie
| 2000 | 2010 | - | - | - | - |
| ---- | ---- | - | - | - | - |
| 72   | 450  | - | - | - | - |

Sa population était de 450 personnes au recensement de 2010.